# Ř
Ř, ř (R с гачеком) — буква расширенной латиницы. 21 буква чешского алфавита, один из наиболее узнаваемых графических символов языка. Этимологически возникла на месте «рь» в сочетаниях палатализованного славянского «р» и следующих за ним гласных. На письме обозначает две альвеолярные дрожащие фрикативные согласные, глухую и звонкую: r̝̊ (рш) и r̝ (рж). После глухих согласных и перед ними буква «ř» обозначает звук рш, в остальных случаях — звук «рж»: Řada → Ржада (ср. русское «ряд»), Třeblický → Тршеблицкий (русский эквивалент Треблицкий). В польском языке этой букве соответствует диграф «rz» (przed — ср. русск. перед), а в русском — сочетания «рь», «ря», «ре», «ри».